# ビルマ連邦革命評議会
ビルマ連邦革命評議会（ပြည်ထောင်စုမြန်မာနိုင ်ငံတော်လှန်ရေးကောင်စီ）、または連邦革命評議会（ビルマ語: နိုင်ငံတော်တော်လှန်ရေးကောင်စီ）ないし革命評議会（တော်လှန်ရေးကောင်စီ、英語: Revolutionary Council：RC）は、1962年3月2日から1974年3月3日、 1974年ビルマ憲法が公布され、権力が人民議会に移譲されるまで、ミャンマーの最高統治機関であった。なお、日本の外務省等では革命委員会と表記されている。

## 設立
1962年3月2日、ネ・ウィンはクーデターを起こし、ウー・ヌ首相以下主要閣僚を拘束、議会を解散、憲法を停止して全権を掌握し、革命評議会を設立した。4月30日には、国家イデオロギーである『ビルマ社会主義への道』発表し、14条で社会主義経済制度樹立を推進・擁護する民主主義だけを運営していくべきと宣言、その実現のためにビルマ社会主義計画党（BSPP）を設立し、ネ・ウィンが議長に就任した。1964年3月28日に国家統一法が施行され、BSPP以外の政党・政治団体の活動が禁止されたので、BSPPは1989年までミャンマー唯一の政党だったが、BSPPが本格始動するのは1971年6月の第1回党大会からであり、それまでは革命評議会に実権があった。革命評議会とは別に、革命評議会のメンバー8人からなる内閣が別に組織された。
クーデター直後、ネ・ウィンは側近たちに以下のように述べた。

## メンバー
| 役職 | 名前         | 階級（軍種） | ポスト                 |
| ---- | ------------ | ------------ | ---------------------- |
| 議長 | ネ・ウィン   | 将軍（陸軍） | 国軍総司令官           |
| 議員 | アウンジー   | 准将（陸軍） | 陸軍参謀次長           |
| 議員 | タンペ       | 准将（海軍） | 海軍参謀次長           |
| 議員 | Ｔ.クリフ    | 准将（空軍） | 空軍参謀次長           |
| 議員 | ティンペー   | 准将（陸軍） | 国軍司令部兵站局長     |
| 議員 | タンセイン   | 大佐（陸軍） | 国軍司令部陸軍高級参謀 |
| 議員 | チョーソー   | 大佐（陸軍） | 国軍司令部人事局長     |
| 議員 | チッミャイン | 大佐（陸軍） | 国軍司令部副兵站局長   |
| 議員 | キンニョー   | 大佐（陸軍） | 国軍司令部訓練局長     |
| 議員 | フラハン     | 大佐（陸軍） | 国軍司令部医務局長     |
| 議員 | サンユ       | 准将（陸軍） | 西北軍管区司令官       |
| 議員 | セインウィン | 准将（陸軍） | 中央軍管区司令官       |
| 議員 | タウンチー   | 大佐（陸軍） | 東南軍管区司令官       |
| 議員 | チーマウン   | 大佐（陸軍） | 西南軍管区司令官       |
| 議員 | マウンシュエ | 大佐（陸軍） | 東部軍管区司令官       |
| 議員 | ソーミン     | 大佐（陸軍） | 国境地域行政官         |
| 議員 | タンユサイン | 大佐（陸軍） |                        |

革命評議会のメンバーのうち、アウンジー、ティンペー、タンセイン、チョーゾーの4人は、ネ・ウィンが隊長を務めた第4ビルマ・ライフル部隊出身者だった。他にも。他にも8888民主化運動の最中17日間だけ大統領を務めたセインルイン、1976年から1985年まで陸軍参謀総長、1976年から1988年まで国防相を務めたチョーティン（Kyaw Htin）、1988年にBSPPから改名した国民統一党（NUP）初代党首・ウー・タギャウ（U Tha Gyaw）、ネ・ウィンの専用コックで、強大な権力を有したラジュー（Raju）というインド人、皆、第4ビルマ・ライフル部隊出身で、革命評議会は俗に”第4ビルマ・ライフル部隊政権”と呼ばれた。またその構成は、1962年時点の陸軍12万人、海軍3000人、空軍2500人という兵力を反映して、陸軍の圧倒的優位であり、ネ・ウィンより年長者はタンペだけという有り様で、ネ・ウィンの個人的色彩の強い組織だった。
革命評議会のメンバーは頻繁に入れ替わったが、その交代は病死を除けば、辞任か失脚であり、最後まで革命評議会のメンバーだったのは、ネ・ウィン、サンユ、セインウィン、フラハンの4人だけだった。

## 解散
1974年3月3日、 1974年ビルマ憲法が公布され、権力が人民議会に移譲されたことにより、革命評議会は解散した。